# Invaze opuncií v Austrálii

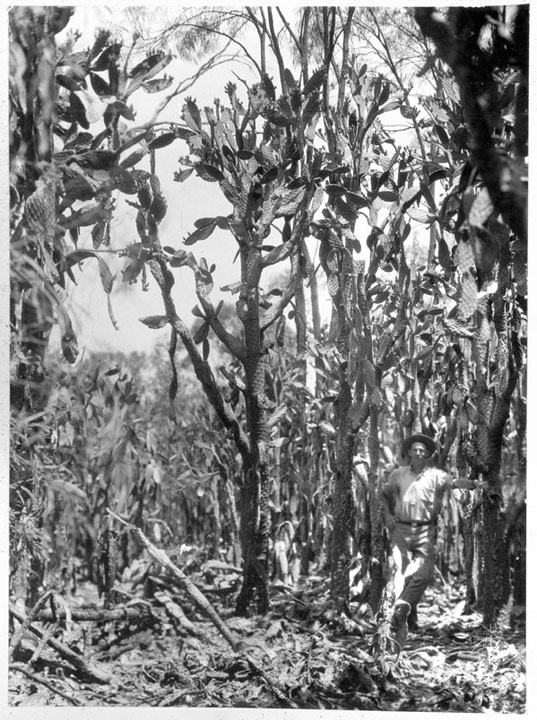
Kaktusový les okolo roku 1930

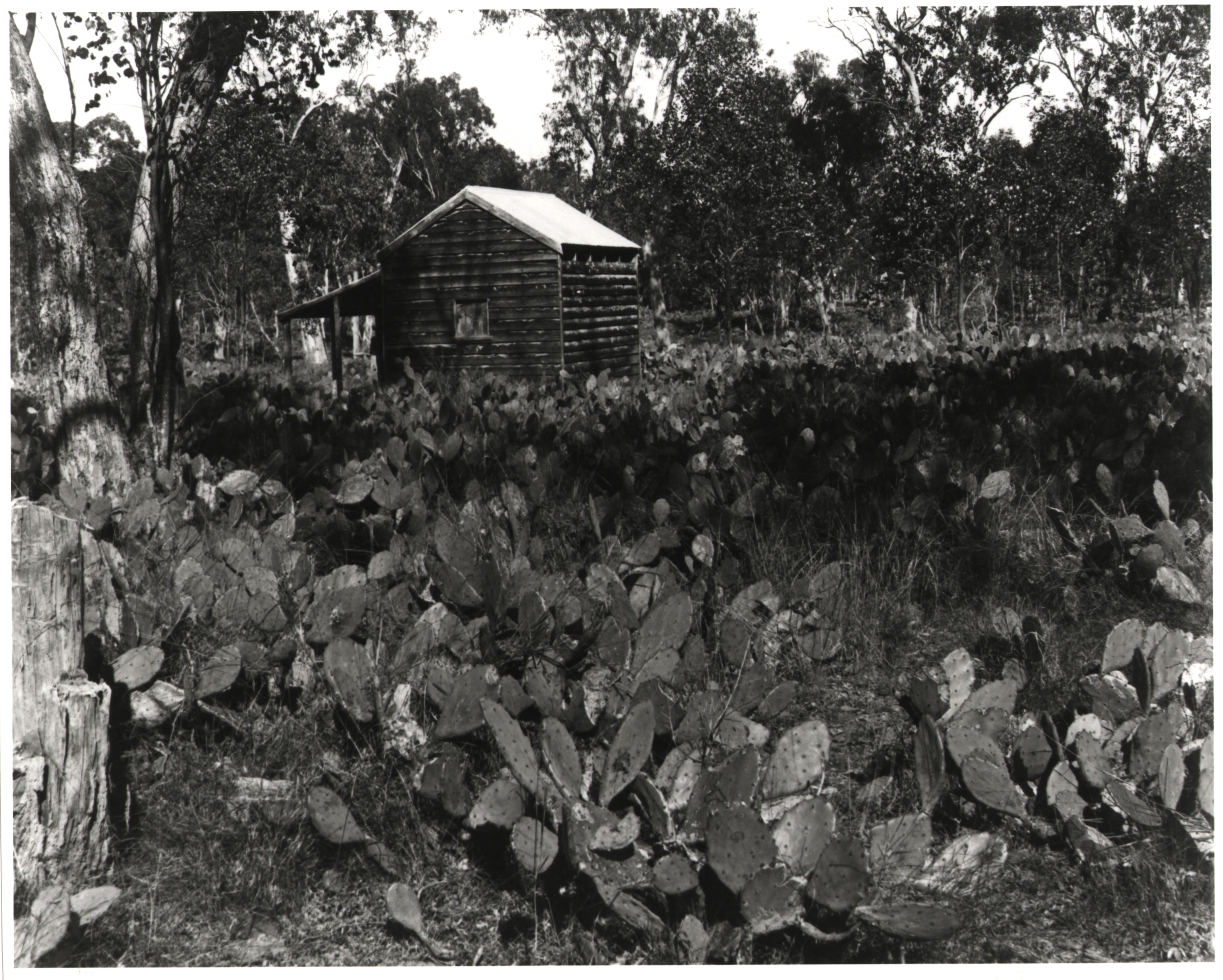
Pastvina zasažená kaktusem

Invaze opuncií v Austrálii je považována za jednu z nejhorších ekologických katastrof kontinentu. Uskutečnila se na přelomu 19. a 20. století. 

## Průběh
Různé druhy opuncií byly zavlečeny do Austrálie v první polovině 19. století (nejprve Opuntia stricta). Nejprve byly vysázeny jako okrasné rostliny v zahradách, postupně si však našly širší využití např. na farmách (jako živé ploty pro vymezení prostoru pro dobytek) a pro rozvoj průmyslu barviv. Opuncie sloužily jako potrava pro brouky, kteří byli sbíráni a drceni a z jejich těl byla získávána sytě červené barvivo. 
Již v 70. letech 19. století vyvstala obava, že by různé druhy opuncií, které byly na kontinentu vysázeny, mohly zplanět a začít se nekontrolovaně šířit. Tyto obavy však byly zpočátku vyvraceny a nepadaly na úrodnou půdu. Opuncie nalezly v Austrálii téměř ideální podmínky, které byly srovnatelné s domovským Mexikem. Jejich plody navíc chutnaly různým druhům ptáků, kteří tak šířili semena rostliny. V letech 1901–1902 postihlo některé části Austrálie sucho. Zemědělci proto používali sušené části kaktusu a jeho plody ke krmení dobytka, což dále rozšířilo oblast, kde se opuncie vyskytovaly. Vzhledem k rozlehlosti celé Austrálie a nízkým cenám půdy nebylo pro farmáře zpočátku nezbytné rostlinu ničit, neboť se mohli snadno přesunout dál. I to umožnilo její nekontrolované šíření. Situace začala být problematická již v polovině 80. let 19. století, a proto stát Nový Jižní Wales přijal Zákon o zničení opuncie (Prickly Pear Destruction Act). Postižen byl také i stát Queensland.
Ve snaze zastavit šíření rostliny byly její části vykopávány a spalovány. Manuální kontrola se však ukazovala být neefektivní. Od začátku 20. století se kaktus rozšířil úspěšně na pastvinách a začal vytlačovat farmáře z jejich půdy. V roce 1912 byla zřízena komise, která měla jako cíl najít biologickou zbraň proti opunciím. Byly rovněž vypsány soutěže, které měly za cíl najít nejlepší způsob, jak kaktus zastavit. V první polovině 20. let dosáhla zasažená plocha rozlohy 40 000 km². Rychlost šíření kaktusu byla exponenciální a v polovině dekády dosahovala zasažená plocha rozlohy Velké Británie. V některých oblastech vytvořil kaktus lesy o výšce až šesti metrů. Kaktus zamořil rozsáhlé oblasti mezi městy Brisbane a Mackay.
Do boje proti kaktusu nasadila tamní vláda nejprve různé druhy chemikálií a sprejů, v roce 1925 padlo rozhodnutí použít larvy můry Cactoblastis cactorum, které se ukázaly být více než účinné. Larvy dokázaly zlikvidovat téměř devadesát procent kaktusů a zbytek se podařilo již dostat pod kontrolu a zničit manuálními či chemickými nástroji. Import larev z Jižní Ameriky byl nejen neskutečně efektivní, ale vyšel na pouhých 168 600 GBP. Dodnes je dáván za příklad účinného způsobu boje proti invazním druhům.
Půda, která byla vyčištěna od kaktusu, byla přerozdělena válečným veteránům z první světové války ke kolonizaci.
V současné době je pěstování těchto kaktusů v Austrálii zakázáno. Sporadicky se vyskytují ohniska různých druhů těchto rostlin po celé Austrálii, jsou však systematicky likvidována. 

## Druhy
Do Austrálie byly zavlečeny z Ameriky následující druhy kaktusu:
- Opuntia aurantiaca
- Opuntia dejecta
- Opuntia dillenii
- Opuntia elata
- Opuntia elatior
- Opuntia engelmannii
- Opuntia ficus-indica
- Opuntia humifusa
- Opuntia leucotricha
- Opuntia microdasys
- Opuntia monacantha
- Opuntia polyacantha
- Opuntia puberula
- Opuntia robusta
- Opuntia schickendantzii
- Opuntia druh Schrank
- Opuntia streptacantha
- Opuntia stricta
- Opuntia sulphurea
- Opuntia tomentosa